# 観音ネギ
観音ネギ（かんおんねぎ）とは、広島市西区観音地区で栽培されているネギの品種である。「かんのんネギ」ではない。お好み焼きや汁なし担担麺など、広島では多くの料理に使用される。

## 特徴
観音ネギは2月から7月に播種し、6月から翌年1月にかけて収穫する。収穫時には80センチ程度の草丈となり、普通の葉ねぎより白色の部分がやや多い。非常に柔らかく、特有の香りや甘味、風味がある。
明治中期に九条ネギの種を広島に持ち帰り、良質で分けつが多く、耐寒、耐病性の高い株を選抜し観音ネギとした。系統維持のための品種改良や栽培方法の改善をかさねて現在に至る。採種・選抜は各々の農家が行うため、栽培者ごとに若干の特性差があるといわれる。
昭和30年代に起きた九州や四国の大産地との産地間競争を、品質と流通上の商習慣で乗り切ったと分析されている。
当地出身の女優・真矢みきは「観音ネギのネギ畑の前で4歳まで育った」と話している。

## 用途
すき焼きや、鍋物によく合う。また、お好み焼きやネギ焼によくあい、どっちの料理ショーでたびたび登場した。